# Marianne St-Gelais
Marianne St-Gelais (ur. 17 lutego 1990) – kanadyjska łyżwiarka szybka, specjalizująca się w short tracku. Dwukrotna srebrna medalistka olimpijska z Vancouver.
Jej ulubionym dystansem jest 500 metrów i właśnie na nim wywalczyła pierwsze srebro, przegrywając jedynie z obrończynią tytułu Chinką Wang Meng. Po drugi medal w tym kolorze sięgnęła w sztafecie. Członkinią kadry Kanady jest od 2007. Odnosiła sukcesy jako juniorka, była m.in. mistrzynią świata na 500 m (2009).